# Breutelia auriculata
Breutelia auriculata là một loài rêu trong họ Bartramiaceae. Loài này được E.B. Bartram mô tả khoa học đầu tiên năm 1946.